# 1369 هـ
1369 هـ هي سنة في التقويم الهجري امتدت مقابلةً في التقويم الميلادي بين سنتي 1949 و1950.

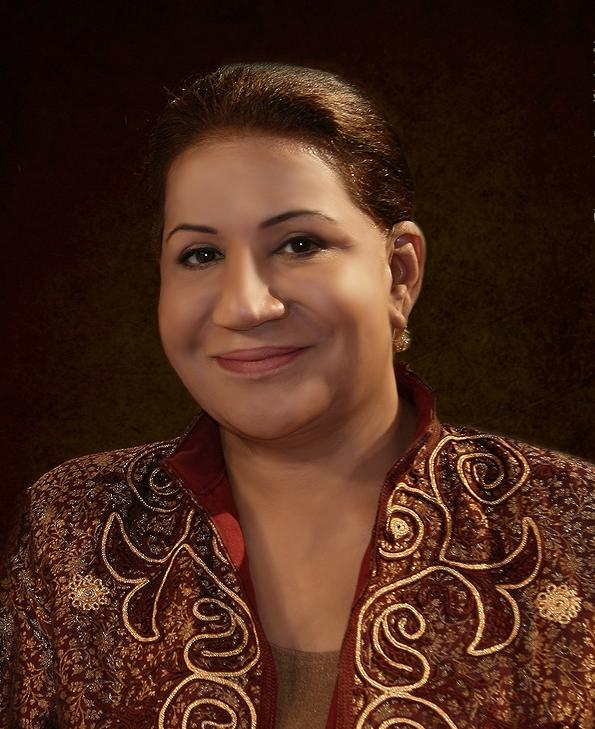
سعاد عبد الله

## مواليد
- صالح بن عبد الله بن حميد
- عائض الردادي
- عصام عميرة
- رشيد العميري
- جيمس روثمان
- سعاد عبد الله
- عبد الله الوشلي
- فيصل سعيد فارع المذحجي
- كامل سلمان الجبوري
- محمد الفزازي

## وفيات
- أنخل بالنثيا
- إدجار لي ماسترز
- ابن المؤقت المراكشي
- جان سوفاجيه
- شبير أحمد العثماني
- عبد العزيز المطير
- علي أكبر النهاوندي
- منصور بن عبد العزيز آل سعود
- وضحى بنت محمد بن مطلق آل مقرن
- شكيب أرسلان
- محمد بهجة البيطار
- موسى جار الله